# Bunut Barat
Bunut Barat is een bestuurslaag in het regentschap Asahan van de provincie Noord-Sumatra, Indonesië. Bunut Barat telt 5089 inwoners (volkstelling 2010).